# Plano dos generais israelenses
O Plano dos Generais é uma estratégia de cerco proposta pelo ex-general israelense Giora Eiland durante a Guerra Israel-Hamas. O plano propunha a expulsão completa da população palestina do norte da Faixa de Gaza, a classificação de todos os civis remanescentes na área como alvos militares e um bloqueio absoluto de fornecimentos como alimentos, água e medicamentos de entrar na área.
O plano foi submetido à discussão pelo governo israelense, embora não tenha sido adotado oficialmente. No entanto, há sinais de que Israel começou a implementar partes do plano em outubro de 2024, quando iniciou o cerco ao norte de Gaza.
O plano dos generais recebeu críticas generalizadas pelo seu impacto humanitário, que alguns descrevem como genocídio e limpeza étnica.

## Visão geral

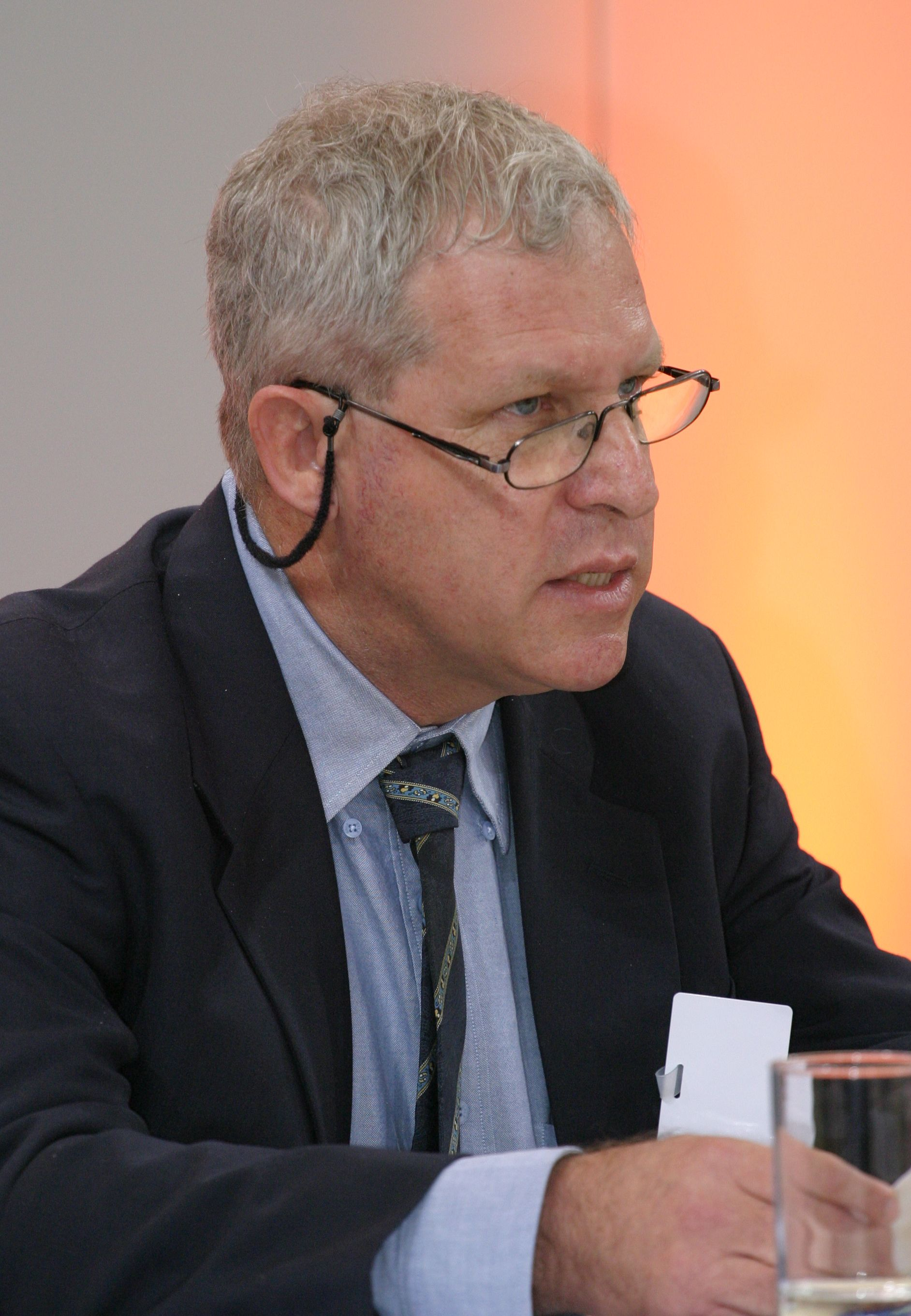
Eiland em 2004

O plano, concebido pelo major-general reformado e ex-chefe do Conselho de Segurança Nacional Giora Eiland e apresentado ao Knesset por um grupo de vários generais israelenses reformados, propôs dar a aproximadamente 300.000 palestinos um período de evacuação de uma semana para afastar-se do terço norte de Gaza antes de designá-la uma zona de exclusão militar. Sob essa estratégia, qualquer um que permanecesse na área seria considerado um combatente. O plano então implementaria um cerco completo que bloquearia suprimentos essenciais até a rendição militante, negando todos os suprimentos essenciais, incluindo medicamentos, combustível, comida e água, representando uma mudança radical na estratégia militar israelense para o norte de Gaza.
De acordo com Giora Eiland, o artífice chefe do plano, essa abordagem tinha como objetivo pressionar o Hamas e garantir a libertação de aproximadamente 100 reféns israelenses restantes mantidos desde 7 de outubro de 2023. A estratégia também previa que Israel mantivesse o controle indefinido sobre o norte de Gaza para estabelecer uma nova administração livre do Hamas, efetivamente dividindo a Faixa de Gaza. Eiland argumentou que essa estratégia de cerco seria militarmente eficaz e compatível com o direito internacional. Ele enfatizou especificamente que o plano teria como alvo as prioridades do então líder do Hamas, Sinwar, de "terra e dignidade", privando-o de ambas. Eiland afirmou que o Hamas "teria que se render ou morrer de fome", dizendo que "não será necessário" que os militares israelenses matem todos no norte de Gaza, pois "as pessoas não poderão viver lá. A água secará."
O Instituto de Estudos de Segurança Nacional declarou que o plano surgiu de uma falha percebida da pressão militar existente para garantir a libertação de reféns e destruir as capacidades do Hamas. Seus arquitetos identificaram uma lacuna preocupante entre as avaliações de liderança e a realidade local, levando-os a propor uma estratégia visando os quatro recursos fundamentais do Hamas: dinheiro, efetivos, suprimentos e motivação.
As Forças de Defesa de Israel justificaram as operações em áreas como Jabalia como necessárias para combater o reagrupamento de agentes do Hamas. Embora negassem oficialmente a implementação do plano de cerco, as operações militares subsequentes seguiram vários elementos da estratégia proposta.

## Preocupações humanitárias
A estratégia proposta suscitou preocupações humanitárias significativas entre os observadores internacionais e as organizações de direitos humanos. Os críticos argumentaram que o plano violaria a lei internacional que proíbe o uso de alimentos como arma, bem como a evacuação forçada e a limpeza étnica como parte do caso de genocídio movido contra Israel na Corte Internacional de Justiça. De acordo com os contornos do plano, as entregas de ajuda alimentar ao norte de Gaza cessaram após 1 de outubro, com praticamente nenhuma entrega de ajuda sendo registrada durante as duas primeiras semanas de outubro de 2024. O Programa Mundial de Alimentos documentou o fechamento das principais travessias usadas para entrega de ajuda humanitária.
A situação humanitária no norte de Gaza já havia se deteriorado significativamente, com aproximadamente 400.000 pessoas permanecendo presas na área, suprimentos essenciais, alimentos e água se tornando cada vez mais escassos e o movimento entre diferentes partes do norte de Gaza sendo severamente restrito. Além disso, poucos palestinos atenderam às ordens de evacuação, com muitos temendo que nunca seriam autorizados a retornar.
Ademais, vários hospitais no norte de Gaza relataram escassez crítica de combustível para geradores, agravando as baixas dos bombardeios israelenses em andamento. Vários serviços essenciais, incluindo padarias e cozinhas móveis, foram forçados a fechar. Devido às restrições ao acesso aos meios de comunicação no norte de Gaza causadas pela implementação do plano, os jornalistas internacionais foram em grande parte impedidos de entrar em Gaza.
As organizações de direitos humanos criticaram fortemente a estratégia. Uma coalizão de grupos israelenses de direitos civis alertou contra a implementação silenciosa do plano, argumentando que violava o direito internacional. Jessica Montell, do HaMoked, um grupo de defesa dos direitos civis sediado em Jerusalém, comparou as táticas à guerra de cerco medieval, afirmando que elas contradiziam os princípios fundamentais das leis da guerra.